# Erwise
Erwise fue un navegador web pionero, y el primero con una interfaz gráfica de usuario para pulsar en los enlaces.
Proyecto iniciado en 1991, completado y liberado en abril de 1992, el navegador web fue escrito para sistemas POSIX corriendo entornos X Window System y uso la biblioteca de acceso común W3C, Fue la combinación de proyectos de tesis de cuatro estudiantes finlandeses de la Universidad de Tecnología de Helsinki: Kim Nyberg, Teemu Rantanen, Kati Souminen y Kari Sidänmaanlakka. El grupo decidió crear un navegador web por sugerencia de Robert Cailliau, quien fue visitante de la universidad, y fueron supervisados por Ari Lemmke.
Este navegador tenía todas las características del Mosaic, excepto el buscador de palabras para la página abierta, pero buscaba palabras en la web, y era capaz de visualizar múltiples páginas en simultáneo abriendo cada una en una ventana distinta. Dicha característica de búsqueda en otras paǵinas web sentó las bases para los buscadores o "arañas" en internet.
El desarrollo de Erwise se congeló después que los estudiantes se quedaran sin dinero y sin trabajo debido a la casi bancarrota de Finlandia en ese año. De hecho Rantanen confiesa que ni siquiera un empleo de verano había, así que se graduaron y se ocuparon de otros proyectos. Tim Berners-Lee, el creador de la World Wide Web, viajó a Finlandia para encontrarse con el grupo y continuar el proyecto. Ninguno de los miembros del proyecto podía continuar el proyecto sin el debido apoyo financiero y Berners-Lee tampoco no logró continuar el trabajo debido a que todo el código fue escrito en finés. Kim Nyberg reconoce que los comentarios estaban escritos en finés pero el código fuente estaba escrito en inglés, lengua franca de los lenguajes de programación. De esta manera, estando Erwise fuera del mercado, la base para el proyecto Mosaic estaba cimentada. Sin embargo el grupo de ingenieros no se desligó completamente del desarrollo web: siguieron de cerca los problemas que tenía Mosaic para descargar múltiples páginas, problema que ellos ya habían resuelto en Erwise. Se pusieron en contacto con Marc Andreessen, uno de los creadores de Mosaic, y así contribuyeron en parte al proyecto.
En relación con el nombre del programa surge como la costumbre cultural de la época de darle nombre recursivo a los proyectos; OHT-Erwise (léase como el inglés otherwise, “otra cosa” u “otro modo”), donde OHT hace referencia al nombre elegido para grupo del proyectos (OHT, del finés ohjelmatyöryhmä que se traduciría como “grupo de desarrollo de programas”); a semejanza del grupo de proyectos de la comunidad GNU. El navegador web ViolaWWW, es considerado el segundo navegador gráfico, liberado un mes más tarde que Erwise.
El 17 de febrero de 2018, el desarrollador Kim Nyberg emitió un mensaje en su cuenta oficial en Twitter con la noticia de que pudo ejecutar en el Subsistema Windows para Linux (WSL) en Windows 10 el código fuente de Erwise solo con pequeños inconvenientes pero en general con un buen funcionamiento.